# アッセーミニ
アッセーミニ (Assemini) は、イタリア共和国サルデーニャ自治州南部、カリャリ県に位置する、人口約27,000人のコムーネ。
アッセーミニはサルチス県立公園に属する森林地帯でも知られている。また、同コムーネはカルタゴの占領下にあった時代からの陶器の町としても知られている。
アッセーミニの町域内には歴史的建築物として著名な教会堂が2つある。1つは先ロマネスク建築の聖ヨハネ教会で、その建立は9世紀から10世紀頃とされている。もう1つは聖ペテロ教会である。建立は11世紀頃とされているが、そのほとんどはアラゴン王国の支配下にあった16世紀頃にゴシック様式で建て直されている。鐘楼の下部など建物の一部は18世紀に建て直されている。

## 地理

### 位置・広がり
州都カリャリの北西約12km、3本の川が流れる平野に位置し、カリャリ都市圏内の郊外都市の1つになっている。

#### 隣接コムーネ
隣接するコムーネは以下の通り。括弧内のSUは南サルデーニャ県所属を示す。
- カリャリ
- カポテッラ
- デチモマンヌ
- エルマス
- ヌージス (SU)
- サン・スペラーテ (SU)
- サンタディ (SU)
- サッロク
- セストゥ
- シリークア (SU)
- ウータ
- ヴィッラ・サン・ピエトロ

## 行政

### 分離集落
アッセーミニには、以下の分離集落（フラツィオーネ）がある。
- Macchiareddu (condivisa con i comuni di Capoterra e Uta), Sa Traia, San Leone, Sant'Andrea, Su Carroppu, Su Spinecu, Terrasili, Truncu Is Follas